# Catedral de Tromsø
La catedral de Tromsø (en noruego, Tromsø domkirke) es la sede de la diócesis de Nord-Hålogaland de la Iglesia de Noruega, en Tromsø, Noruega.

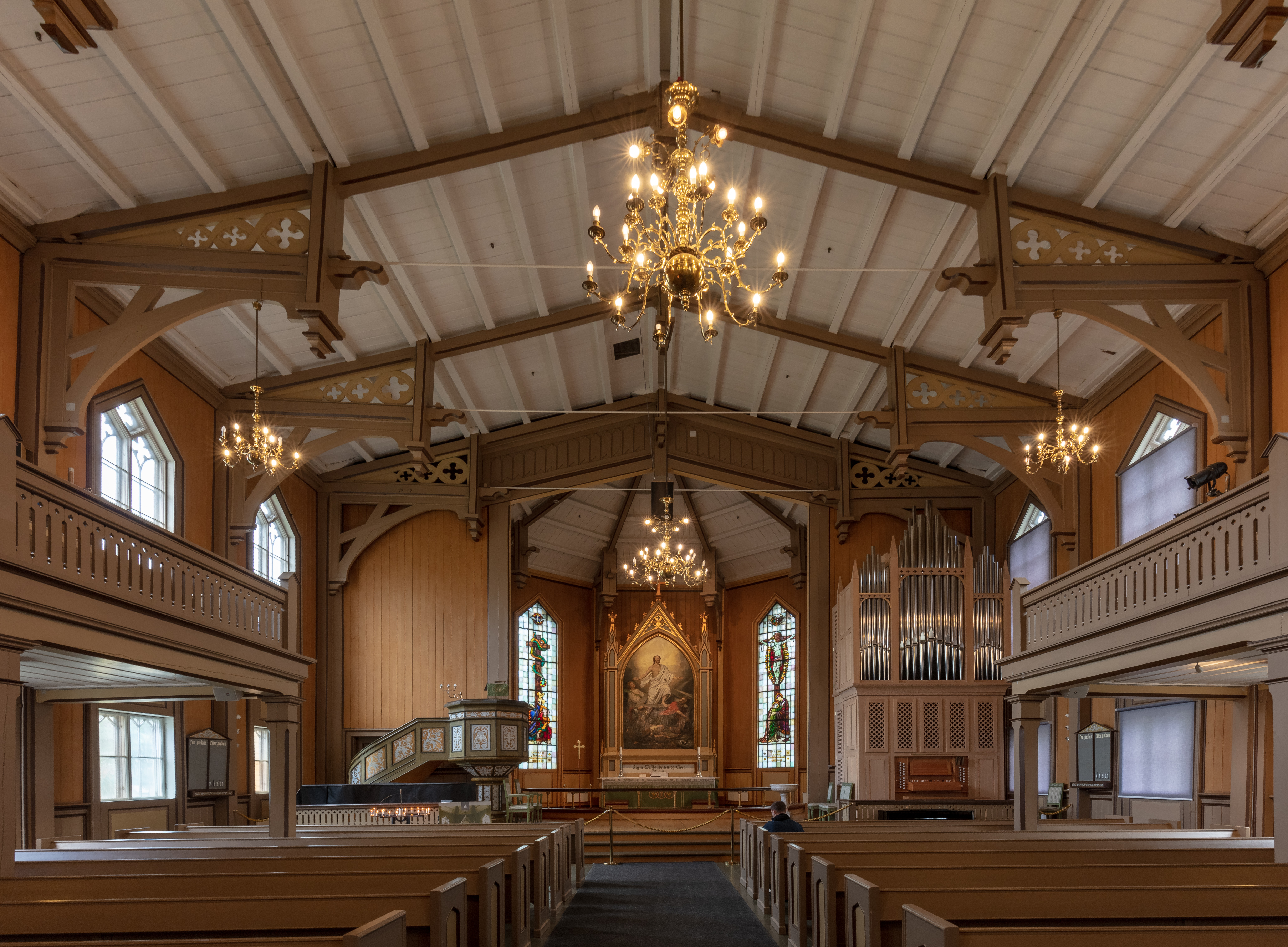
Interior de la Catedral

Tiene la peculiaridad de ser la única catedral de Noruega, junto a la otra catedral de Tromsø, hecha de madera. Fue construida en 1861 por el arquitecto Christian Heinrich Grosch en estilo neogótico. Tiene una planta de cruz con una sola torre con reloj en el centro de la fachada occidental, donde se ubica la entrada principal.
La catedral de Tromsø se localiza en el centro de la ciudad, donde estuvo la primera iglesia de la ciudad, una capilla real construida por órdenes de Haakon IV en 1252. Posteriormente, en el mismo lugar se levantó la iglesia de Elverhøy; ésta fue trasladada a la isla Tromsøya en 1861 cuando se inició la construcción de la catedral.
Está ubicada en el centro del Kirkeparken (parque de la iglesia), un área verde que funcionó como cementerio desde la Edad Media hasta la primera mitad del siglo XIX.